# She was too young
She was too young is een single van The Cats die werd uitgebracht in 1978. Het nummer verscheen daarnaast op de lp Like the old days.
She was too young werd geschreven door Cees Veerman. De B-kant van de single, Nashville, was een nummer van Jaap Schilder en Alan Parfitt. De laatste schrijver was ook goed voor de hit Sailin' home uit 1987, de grootste hit van Piet Veerman tijdens zijn solocarrière.
She was too young werd gecoverd door de Britse band Child en door de Fine zangers Satu Pentikäinen met een vertaling als Lauantai.

## Hitnotering
De single kwam na vijf weken in de Tipparade, in de Top 40 terecht. Daar behaalde het nummer 24 als hoogste notering en bleef het vijf weken in staan. In de Single Top 100 bereikte de single nummer 27 als hoogste notering.

### Nederlandse Top 40
| Positie: | 34 | 26 | 24 | 35 | 39 | uit |

### NederlandseMega top 50
| Positie: | 27 | 29 | 29 | 32 | 48 | uit |

### BelgischeBRT Top 30
| Positie: | 29 | 28 | 19 | uit |

### VlaamseUltratop 30
| Positie: | 21 | uit |